# Людмила Малінаускайте-Егле
Людмила Малінаускайте-Егле (лит. Liudmila Malinauskaitė;14 лютого 1864 с. Ручиняй поблизу Вашківаю (зараз Пакруоїський район, Литва) — 7 червня 1928 м. Каунас, Литва) — литовська поетеса.

## Біографія
Малінаускайте-Егле Людмила — народилася 14 лютого 1864 року в селі Ручиняй поблизу Вашківаю, зараз це Пакруоїський район у Литві. У родині ополячених дворян. Про дитячі і юнацькі роки поетеси відома досить незначна кількість фактів. Відомо лише, що у 1879 році її сім'я переїхала в Митаву (це історична назва міста сучасного Єлгава у Литві), де Малінаускайте познайомилася з Йонасом Шлюпасом, згодом активним діячем литовського національного руху. Саме ця особистість значним чином вплинула на формування її світогляду. За його настановою вона почала писати вірші та оповідання литовською мовою. У пресі дебютувала в 1883 році під псевдонімом Егле (Eglė; «Смерічка»).
У 1885 році за запрошенням Йонаса Шлюпаса, який непогано влаштувався у США, поетеса переїхала в Нью-Йорк. Згодом вийшла заміж за Й. Шлюпаса. Після чого активно брала участь у громадській діяльності та допомагала йому випускати литовські газети. Також працювала у швейній майстерні. Після Першої світової війни повернулася до Литви.
Померла 7 червня 1928 року в литовському місті Каунас.

## Творчість
Дебютувала у пресі в 1883 році. Свої перші вірші Людмила Малінаускайте опублікувала в газеті «Аушра» (1883—1884). При цьому вона користувалася псевдонімом Егле (Eglė; «Смерічка»). У своїх творах поетеса ідеалізувала минуле литовської культури і держави, а також оспівувала такі духовні і моральні цінності, як патріотизм, мужність і братерство. Писала також вірші у народному дусі про жіночі почуття та надії. У поетичній творчості Людмили відзначаються антиклерикальні мотиви. Ще вона писала натуралістичні розповіді про робітників і селян, у яких ми можемо помітити вплив соціалістичних ідей. Вірші литовської поетеси перекладала російською мовою А. А. Ахматова.